# Agriophara nodigera
Espèce
Agriophara nodigera est une espèce d'insectes lépidoptère (papillons) de la famille des Oecophoridae et qui se rencontre en Australie.

## Galerie

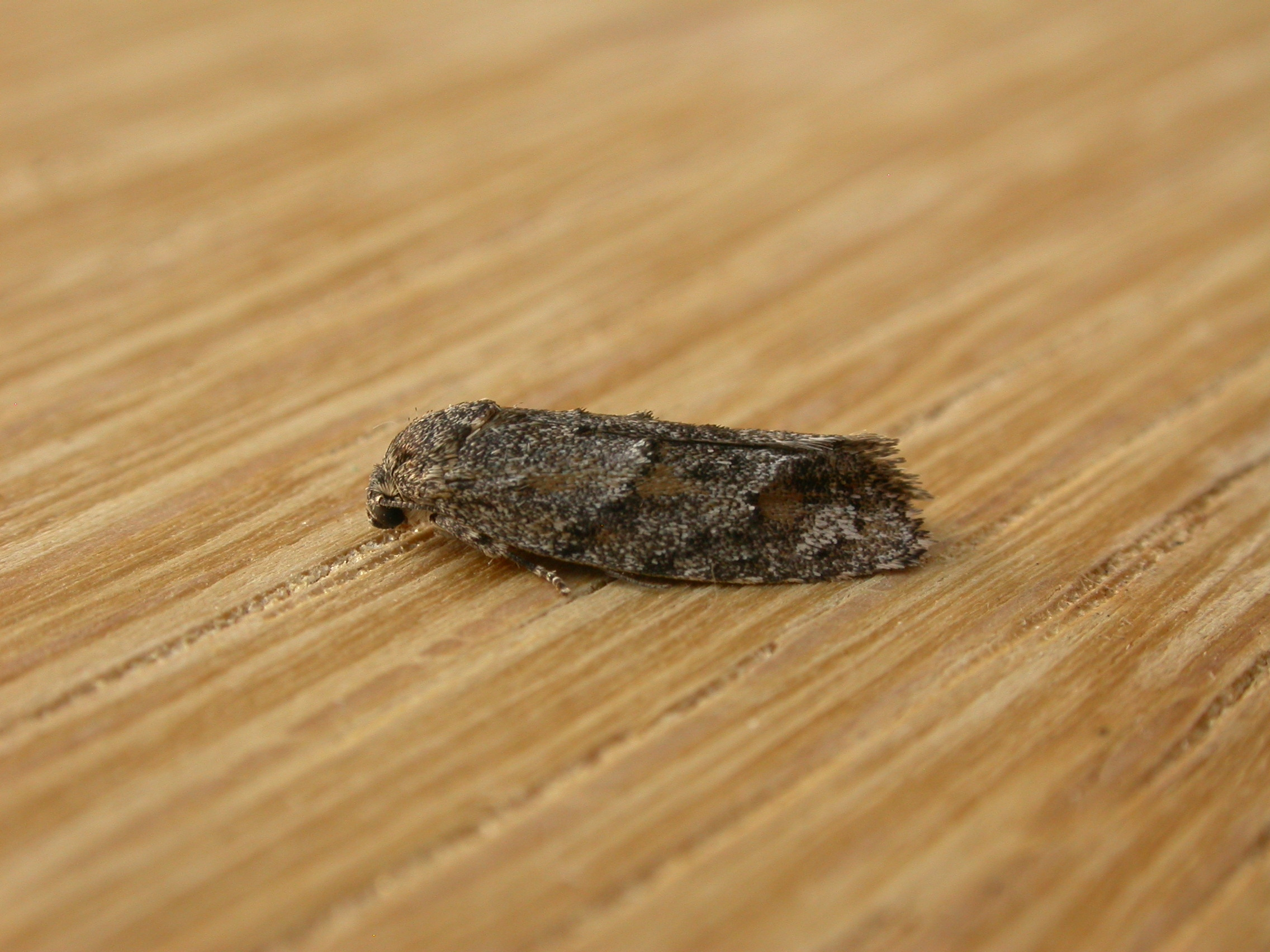
Agriophara nodigera.